# Vacceenzuur
Vacceenzuur is een omega-7-vetzuur. Het is een natuurlijk voorkomend trans-vetzuur dat voorkomt in het vet van herkauwers en daarmee ook in voedingsmiddelen als melk, boter en yoghurt. Ook in borstvoeding vormt vacceenzuur het belangrijkste trans-vetzuur.
De systematische naam van vacceenzuur is (E)-octadec-11-eenzuur, de afkorting in de lipidechemie is 18:1-trans-11. De naam van de verbinding is afgeleid van het Latijnse woord vacca, dat koe betekent. In runderen wordt het gevormd uit alfa-linoleenzuur door enzymayische hydrogenering, al is dit niet eenvoudigweg het hydrogeneren van 2 van de drie dubbele bindingen. De positie van de dubbele binding in vaceenzuur correspondeert namelijk niet met een van de dubbele bindingen in alfa-linoleenzuur:
Vacceenzuur werd in 1928 ontdekt in dierlijke vetten en boter. In zoogdieren wordt vacceenzuur omgezet in rumenzuur, een geconjugeerd isomeer van alfa-linoleenzuur, dat anticarcinogene eigenschappen vertoont.
Het cis-isomeer, cis-vacceenzuur, is ook een omega-7-vetzuur en komt voor in de duindoorn (Hippophae rhamnoides). De systematische naam van deze verbinding is (Z)-octadec-11-eenzuur, de afkorting in de lipidechemie is 18:1-cis-11.

## Gezondheid
Een onderzoek uitgevoerd in 2008 aan de University of Alberta geeft aanwijzingen dat vacceenzuur een positief effect heeft op het cholesterolmetabolisme. Na 16 weken met vacceenzuurrijk voedsel gevoerd te zijn, hadden laboratoriumratten een lager gehalte aan totaal cholesterol, LDL en triglyceride.
Vacceenzuur wordt ook aangetroffen in de cortex orbitofrontalis van patiënten met een bipolaire stoornis en schizofrenie.
De oxidatie op de huid van omega-7-onverzadigde vetzuren, zoals vacceenzuur en palmitoleïnezuur, vormt mogelijk de basis voor wat soms oude mensen-lucht genoemd wordt.